# Fear of Flying
Miedo a volar, llamado Fear of Flying en la versión original, es un capítulo perteneciente a la sexta temporada de la serie animada Los Simpson, emitido originalmente el 18 de diciembre de 1994. El episodio fue escrito por David Sacks y dirigido por Mark Kirkland. Anne Bancroft fue la estrella invitada, interpretando a la Dra. Zweig, así como parte del elenco de la serie Cheers, como son Ted Danson, Woody Harrelson, Rhea Perlman, John Ratzenberger y George Wendt.

## Sinopsis
Luego de que Homer le juega una broma a Moe, él y los otros ebrios lo expulsan del bar para siempre, por lo que debe conseguir una nueva taberna para beber. Luego de visitar un bar elegante, el de Cheers y uno sólo para lesbianas, termina llegando a una taberna para pilotos, situada en el aeropuerto. En el bar, se hace pasar por un piloto, por lo que le dan un traje y lo obligan a pilotear un avión. Su incompetencia total hace que el avión sufra grandes daños, por lo que el dueño de Aerolíneas Payaso, para evitar un escándalo, le ofrece a Homer y a su familia pasajes gratis para cualquier lugar del mundo, excepto Alaska y Hawaii.
Cuando Homer y su familia, incluyendo al Abuelo, suben a bordo del avión, Marge se pone histérica y le confiesa a Homer que padece de miedo a volar. Como se pone cada vez peor, terminan bajando del avión y suspendiendo sus vacaciones.  
En los días siguientes, Marge empieza a mostrar signos claros de su trastorno psicológico. Por ejemplo, se levanta de madrugada a cocinar, arregla el techo por la noche, y se pone en estado de alerta "como el gato". Lisa, luego, convence a Marge de comenzar un tratamiento con una psiquiatra, la Dra. Zweig. Pese a que Homer se oponía totalmente a que Marge hiciera terapia ya que pensaba que la doctora lo culparía a él de todos los problemas, la matriarca comienza a mejorar poco a poco, hasta descubrir la raíz de su miedo a volar. Finalmente, juntas descubren que todo había empezado en la niñez, cuando había descubierto que su padre, supuestamente piloto, era en realidad un auxiliar de vuelo. Avergonzada por el trabajo de su padre, ya que en su mayoría era desempeñado por mujeres, Marge había desarrollado su trauma. 
La Dra., sin embargo, le hace notar que los auxiliares de vuelo eran ya algo muy común. Todo esto hace que Marge se recupera y pueda subirse al avión junto a Homer, aunque este termine saliéndose de la pista y cayendo al agua debido al fallo de un motor.

## Producción
"Fear of Flying" fue dirigido por Mark Kirkland, y escrito por David Sacks. La historia para el episodio surgió cuando Sacks ingresó en la sala de los guionistas con la idea de que Marge tuviese terapia "por cualquier razón". Sacks y el resto de los guionistas construyeron el resto del argumento basándose en la idea.
Los productores lograron conseguir a los protagonistas de la serie de comedia estadounidense Cheers, con excepción de Kelsey Grammer, para ser estrellas invitadas en este episodio. Los guionistas no lograron arreglar el libreto para dar tiempo a que Grammer, quien ya tenía un papel recurrente en Los Simpson como Sideshow Bob, actuara como la voz de Frasier Crane. Ted Danson interpretó a Sam, Woody Harrelson a Woody, Rhea Perlman a Carla, John Ratzenberger a Cliff, y George Wendt a Norm.
Anne Bancroft fue seleccionada para interpretar a la Dra. Zweig. Antes de que grabase su parte, los animadores basaron el diseño de la doctora en Tress MacNeille, una actriz de voz de la serie. Después de que Bancroft grabó su parte, el personaje fue rediseñado para que encajase con su voz. Añadieron anteojos y un mechón plateado en su cabello para darle un aspecto más maduro.